# Bradley Kjell

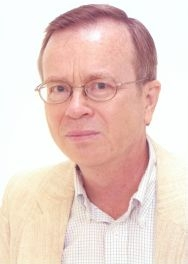
Bradley P. Kjell

Bradley Kjell ist Professor für Informatik am Department of Computer Science an der Central Connecticut State University.
Kjell erwarb 1986 den akademischen Grad Ph.D. an der University of Wisconsin und lehrt heute als Professor am Department of Computer Science an der Central Connecticut State University. Zu seinen Hauptforschungsgebieten zählen image processing, pattern recognition und neural networks. Er verfasste verschiedene interaktive Lehrbücher, so unter anderem zu QBasic und zur objektorientierten Programmiersprache Java.